# The Way of the Fist
The Way of the Fist è l'album di debutto del gruppo statunitense Five Finger Death Punch, pubblicato nel luglio del 2007 dalla Firm Music.

## Tracce
1. Ashes – 3:44
2. The Way of the Fist – 3:58
3. Salvation – 3:20
4. The Bleeding – 4:28
5. A Place to Die – 3:40
6. The Devil's Own – 4:12
7. White Knuckles – 4:09
8. Can't Heal You – 3:03
9. Death Before Dishonor – 3:54
10. Meet the Monster – 4:23

Iron Fist (ristampa del 2008 e tracce bonus)
1. Never Enough – 3:29
2. Stranger than Fiction – 3:20
3. The Bleeding (versione acustica) – 3:37

## Formazione
- Ivan L. Moody - voce
- Zoltan Bathory - chitarra
- Darrell Roberts - chitarra
- Matt Snell - basso
- Jeremy Spencer - batteria